# ATC код M
ATC код M (англ. ATC code M), «Лікарські засоби для лікування захворювань кістково-м'язової системи» — розділ системи літеро-цифрових кодів Анатомо-терапевтично-хімічної класифікації, розроблених Всесвітньою організацією охорони здоров'я для класифікації ліків та інших медичних продуктів.
- ATC код M01 — Протизапальні та протиревматичні препарати
- ATC код M02 — Препарати для місцевого застосування при больовому синдромі при захворюваннях кістково-м'язової системи
- ATC код M03 — Міорелаксанти
- ATC код M04 — Засоби, що застосовуються при подагрі
- ATC код M05 — Препарати для лікування захворювань кісток
- ATC код M09 — Інші препарати для лікування захворювань кістково-м'язової системи